# 박스 터널

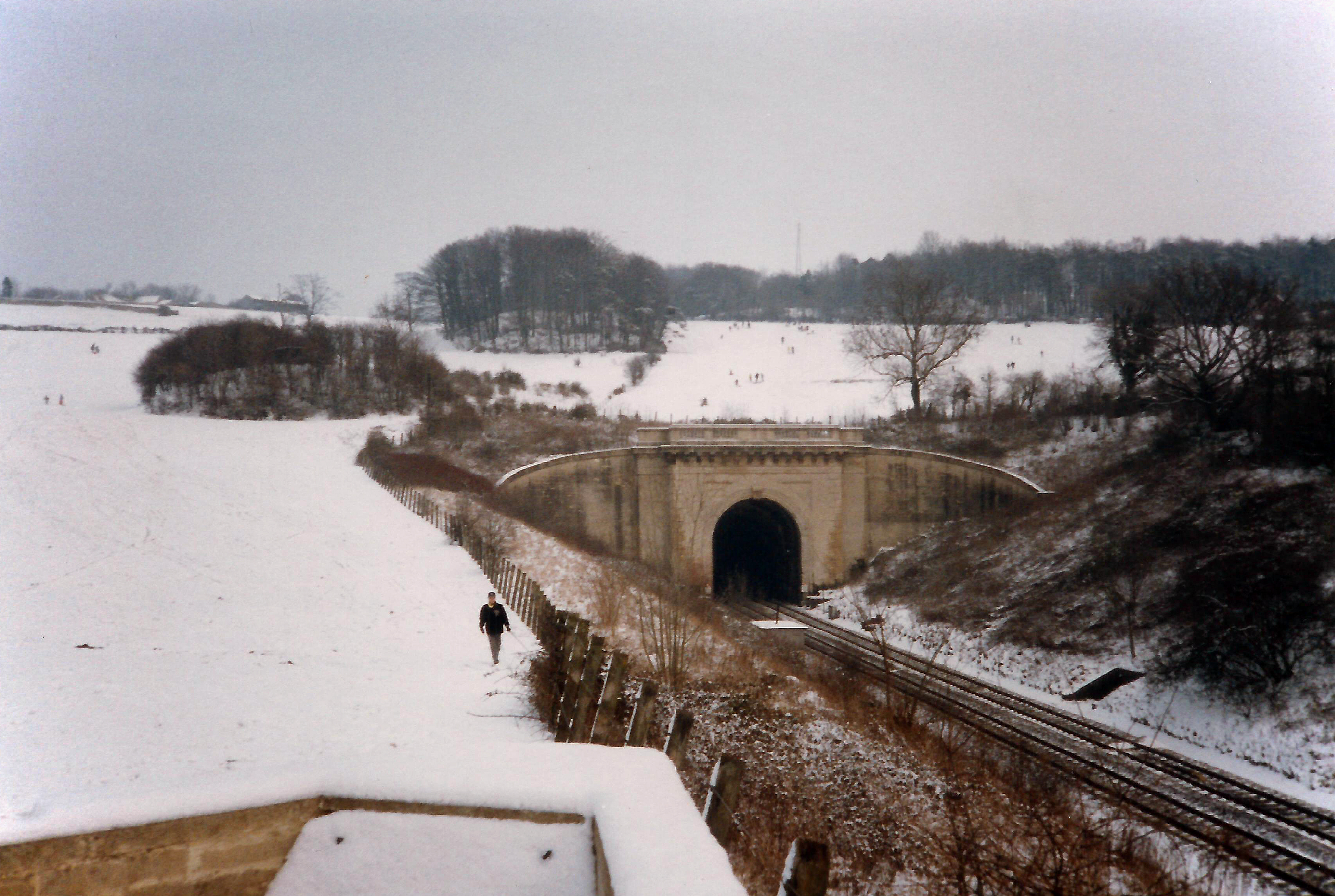
박스 터널

박스 터널(Box Tunnel)은 영국 잉글랜드 서부를 지나는 철도 터널로 길이는 2.95km이다. 1838년 12월에 공사를 시작했으며 1841년 6월 30일에 개통되었다. 바스와 치프넘을 연결하며 박스힐(Box Hill)을 관통한다.